# Двигатель де Риваза
Двигатель де Риваза — первый новаторский поршневой двигатель внутреннего сгорания, разработанный франко-швейцарским изобретателем Исааком де Ривазом и способный работать на смеси водорода и кислорода. Двигатель может считаться первым в мире двигателем внутреннего сгорания. В нем были использованы некоторые приёмы, работающие и в современных двигателях, такие как поршневая группа, искровое зажигание и использование газообразного водорода в качестве топлива. Кривошипно-шатунного механизма в конструкции двигателя ещё не было.
Начав в 1804 со стационарного двигателя, де Риваз перешёл к небольшому экспериментальному транспортному средству, построенному в 1807 году. Это было первое в истории колёсное транспортное средство с двигателем внутреннего сгорания. В последующие годы де Риваз развил свою конструкцию, а в 1813 году построил более крупное транспортное средство длиной 6 метров и весом почти в тонну.
В 1807 году он подал заявку на патент под названием «использование взрыва светильного газа или иных взрывающихся материалов как источника энергии в двигателе».

## История изобретения

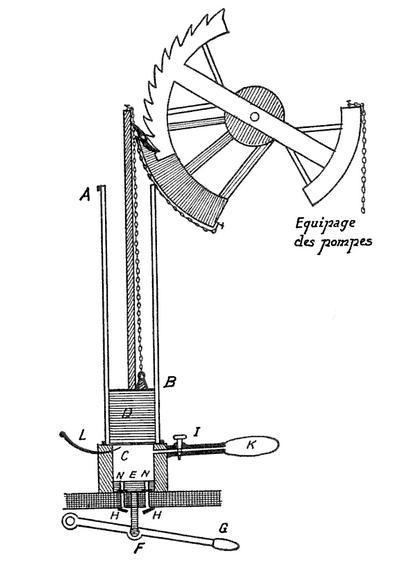
Ранний проект де Риваза для насосного двигателя внутреннего сгорания.

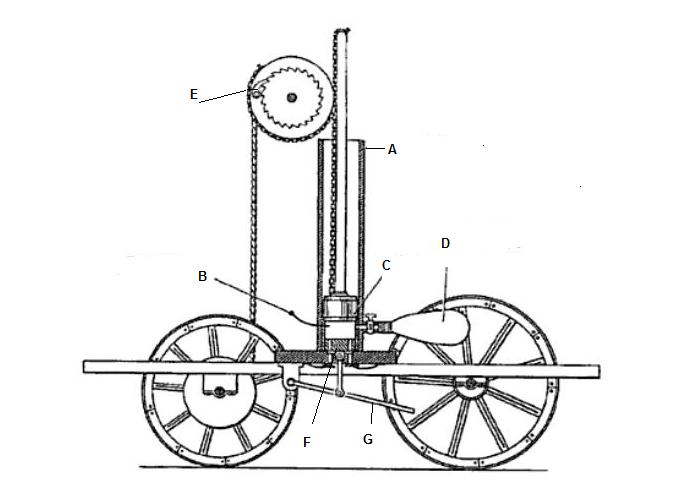
Самодвижущийся экипаж де Риваза (1807)

К концу XVIII века Исаак де Риваз, франко-швейцарский офицер-артиллерист и изобретатель, разработал несколько успешных повозок с паровым двигателем — «charettes», как он называл их по-французски. Его армейский опыт привел его к мысли использовать для приведения в движение поршня не пар, а заряд взрывчатки. В 1804 году он начал экспериментировать со взрывами, создаваемыми внутри цилиндра с поршнем. В своих первых проектах он разрабатывал стационарный двигатель для питания насоса.
Двигатель приводился в действие газовой смесью водорода и кислорода, которая, воспламенялись, вызывала взрыв внутри цилиндра и выталкивала поршень. Газовая смесь воспламенялась от электрической искры так же, как в современном двигателе внутреннего сгорания. В 1806 году он применил эту конструкцию к тому, что можно назвать первым в мире автомобилем с двигателем внутреннего сгорания.
В 1807 году де Риваз поместил свой экспериментальный прототип двигателя на повозку и использовал его для движения на короткие расстояния. Это был первый автомобиль с двигателем внутреннего сгорания. 30 января 1807 года Исаак де Риваз получил патент № 731 в Париже. Патент в патентном ведомстве кантона Вале (ныне Швейцария) также датируется 1807 годом.
Независимо от де Ревиза, французы — братья Нисефор и Клод Ньепс в 1807 году построили двигатель внутреннего сгорания под названием Пиреолофор. Они использовали для приведения в движение лодки за счёт реакции импульсной струи воды. До сих пор ведутся споры о чьей[уточнить] конструкции был создан первый двигатель внутреннего сгорания. Патент Ньепса датирован 20 июля 1807 года.